# Kostel Pribićki
Kostel Pribićki je naseljeno mjesto u Republici Hrvatskoj u Zagrebačkoj županiji. 

## Zemljopis
Administrativno je u sastavu općine Krašić. Naselje se proteže na površini od 0,61 km².

## Stanovništvo
Prema popisu stanovništva iz 2001. godine u Kostelu Pribićkom žive 54 stanovnika i to u 19 kućanstava. Gustoća naseljenosti iznosi 88,52 st./km².
| broj stanovnika | 76    | 99    | 123   | 129   | 113   | 122   | 104   | 81    | 89    | 84    | 89    | 90    | 85    | 74    | 54    | 50    | 48    |
|                 | 1857. | 1869. | 1880. | 1890. | 1900. | 1910. | 1921. | 1931. | 1948. | 1953. | 1961. | 1971. | 1981. | 1991. | 2001. | 2011. | 2021. |